# Flight Risk
Flight Risk är en amerikansk actiondramafilm som hade premiär den 24 januari 2025. Filmen är regisserad av Mel Gibson efter ett manus skrivet av Jared Rosenberg.

## Handling
Filmen handlar om en pilot som flyger en Air Marshall som eskorterar en misstänkt brottsling till en rättegång. När de befinner sig över Alaskas vildmark stiger sätts förtroendet på prov, eftersom inte alla ombord är vilka de utger sig för att vara.

## Rollista (i urval)
| Mark Wahlberg    | – Daryl Booth    |
| Topher Grace     | – Winston        |
| Michelle Dockery | – Madelyn Harris |